# Juliusz Kossak
Juliusz Fortunat Kossak, född 15 december 1824 i Nowy Wiśnicz, död 3 februari 1899 i Kraków, var en polsk målare. Han var far till Wojciech Kossak.
Juliusz Kossak erhöll tidigt vid sidan av sina juridiska studier konstutbildning för bland andra Jan Maszkowski. Genom mecenaters ingripande kunde han övergå till den konstnärliga banan och kom snabbt i ropet hos den polska adeln som hästmålare. Kossak gjorde studieresor till Ryssland, Österrike och Ungern samt till Paris, där han studerade under Horace Vernet med flera, återkom han till Polen och blev konstnärlig ledare för den nystartade tidskriften Tygodnik Ilostrowany, till vilken han flitigt bidrog med illustrationer. 1869 gjorde han en sista resa till München. Sin tidigaste motivkrets utvecklade han med åren men höll sig i stort sett inom det feodala livets motivkretsar. Kossak kom att måla festinteriörer, historiska scener, genrebilder och friluftstycken, allt i en livligt men inte petigt redovisande stil.